# Tama (Elektroauto)
Der Tama (jap. たま) war ein kleiner Pkw oder Pick-up, den die Tachikawa Hikōki K.K. (engl. Tachikawa Airplane Company, dt. Tachikawa Flugzeug AG) in Japan von 1947 bis 1948 herstellte. Im Juni 1947 erfolgte die Ausgründung der Tōkyō Denki Jidōsha K.K. (engl. Tokyo Electric Motor Car Co., dt. Tokio Elektrofahrzeuge & Co.) um. Später wurde daraus die Prince Jidōsha Kōgyō K.K. (engl. Prince Motor Company, dt. Prince Motorengesellschaft).

## Entwicklung
Nach dem Zweiten Weltkrieg durften in Japan keine Flugzeuge mehr hergestellt werden, sodass sich Tachikawa ein anderes Betätigungsfeld suchen musste. Das fand die Firma in der Herstellung von Automobilen. Da auch das Benzin in den ersten Nachkriegsjahren noch rationiert und damit auch teuer war, verlegte man sich auf Elektrofahrzeuge. Als Basis diente ein Pick-up von Ōta, nach dessen Muster 1946/1947 zunächst zwei Prototypen (EOT-46 und EOT-47) entstanden. Anstelle des Verbrennungsmotors befand sich ein Elektromotor unter der Haube; die zugehörigen Bleiakkumulatoren waren unter der Pritsche untergebracht. Der EOT-47 hatte bereits eine eigenständige Karosserie mit damals modernen Attributen wie einer Alligatorhaube oder teilweise in die vorderen Kotflügel integrierten Scheinwerfern.

## Serienmodell
1947 wurde dann auch ein Personenwagen unter dem Namen Tama, Modell E4S-47,  herausgebracht. Auf einem Leiterrahmen war eine Karosserie in Gemischtbauweise, d. h. ein Holzrahmen mit Blechbeplankung, montiert. Der Wagen hatte zwei hinten angeschlagene Türen, vier Sitzplätze und einen kleinen Kofferraum, der über eine nach oben öffnende, kleine Heckklappe im Steilheck zugänglich war.
Die Akkumulatoren waren am Fahrzeugboden untergebracht und lieferten eine Spannung von 40 V bei einem Maximalstrom von 162 A. Der vorne eingebaute Elektromotor hatte eine Spannung von 36 V und brauchte maximal 120 A. Die Antriebsleistung wurde mit 4,5 PS (3,3 kW) angegeben. Die Höchstgeschwindigkeit lag bei 35 km/h und die Reichweite bei 65 km. Zur Geschwindigkeitsregelung stand dem Fahrer ein manuelles Zweiganggetriebe zur Verfügung.
Auch ein kleiner Pritschenwagen mit einem zweisitzigen Führerhaus und etwas kürzeren Türen wurde hergestellt. Der Tama-PKW wurde 1948 durch die weiterentwickelten Modelle Tama Junior und Tama Senior ersetzt, die schon Pontonkarosserien und vier Türen besaßen.